# Рарія колумбійська
Рарія колумбійська (Micrastur plumbeus) — вид хижих птахів родини соколових (Falconidae).

## Поширення
Вид поширений у вологих лісах на південному заході Колумбії та північному заході Еквадору.

## Опис
Це невеликий сокіл, завдовжки від 30 до 36 см. Вага самиць становить 180—213 г, а самців — 172—188 г. Верхні частини його тіла сірі, а нижні — білі з тонкими чорними горизонтальними смугами. Також має одну білу лінію на хвості на додаток до білої облямівки хвоста.